# Parabezzia pellucida
Parabezzia pellucida är en tvåvingeart som först beskrevs av Ingram och John William Scott Macfie 1931.  Parabezzia pellucida ingår i släktet Parabezzia och familjen svidknott. Inga underarter finns listade i Catalogue of Life.